# مايرون فينك
مايرون فينك (بالإنجليزية: Myron Fink)‏ هو ملحن أمريكي، ولد في 19 أبريل 1932 في شيكاغو في الولايات المتحدة.